# Марини (Приједор)
Марини су насељено мјесто у граду Приједор, Република Српска, БиХ. Према попису становништва из 2013. у насељу је живјело 243 становника.

## Становништво
| Демографија | Демографија | Демографија |
| Година      | Становника  | Становника  |
| ----------- | ----------- | ----------- |
| 1961.       | 529         |             |
| 1971.       | 455         |             |
| 1981.       | 316         |             |
| 1991.       | 243         |             |
| 2013.       | 130         |             |

## Знамените личности
- Микан Марјановић, народни херој Југославије
- Лазар Марин, народни херој Југославије
- др Радивоје Брдар, редовни професор Медицинског факултета Универзитета у Београду, дечји ортопед